# Karl Gunnar Fredén

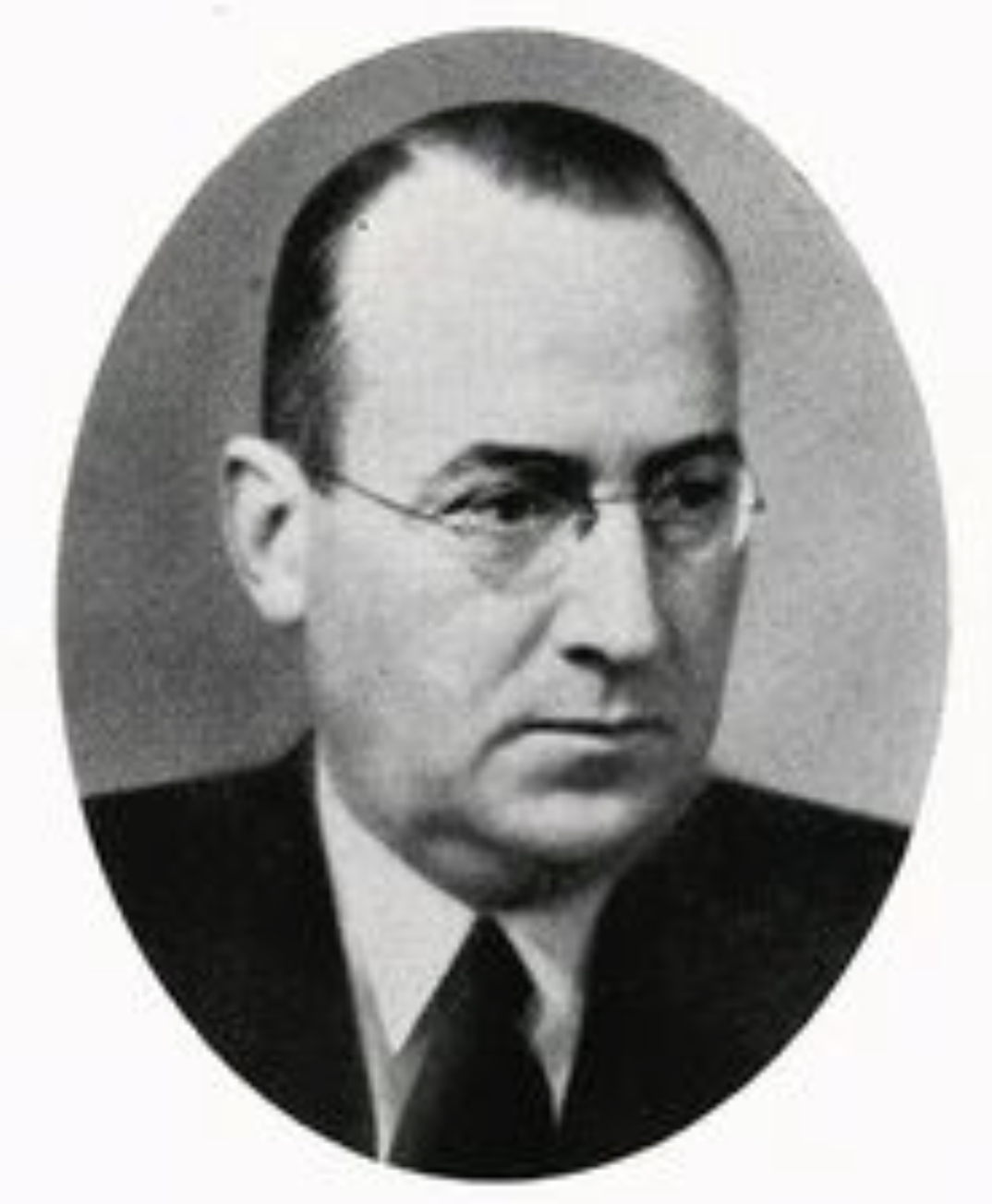
Karl Gunnar Fredén

Karl Gunnar Fredén, född 19 januari 1890 i Lundby församling i Göteborg död 23 juli 1969 på Dalarö i Österhaninge , var en svensk lärare och teolog.

## Biografi
Fredén var son till folkskolläraren August Fredén och dennes hustru Tilda Lovisa Johansson. Efter folkskollärarexamen 1910 bedrev han akademiska studier vid Uppsala universitet. Där blev han teol. kand. 1915, fil. kand. 1919 och teol. lic. 1930. Som lärare var han lektor i Uddevalla och adjunkt i Norrköping och Nya Elementar i Stockholm. På det senare läroverket blev han också rektor. Han förflyttades i sin tjänst till Norra Latin när Nya Elementar vid Hötorget revs 1953. Han blev slutligen, innan pension, lektor vid Statens normalskola,  Som teolog tillhörde han kretsen  kring Emanuel Linderholm och var en av grundarna av och mångårig ordförande för Sveriges Religiösa Reformförbund.

### Familj
Fredén gifte sig 11 februari 1925 med Greta Nylén (1895-1991) och fick tillsammans med henne dottern Birgit.